# Communauté de communes des Gués de l'Yerres
La communauté de communes des Gués de l'Yerres est une ancienne communauté de communes française, située dans le département de Seine-et-Marne en région Île-de-France.

## Historique
La communauté de communes des Gués de l'Yerres a été créée le 14 décembre 2004.
Au regroupement des 6 communes initiales viennent s'ajouter:
- Soignolles-en-Brie le 1er janvier 2012
- Ozouer-le-Voulgis et Courquetaine le 1er janvier 2013

Des réflexions sont engagées en 2014 pour le rapprochement à moyen terme des Gués de l'Yerres avec la communauté de communes de l'Orée de la Brie.
Elle disparait le 31 décembre 2016 :
Lissy et Limoges-Fourches rejoignent la CA Melun Val de Seine.
Grisy-Suisnes, Coubert, Courquetaine, Évry-Grégy-sur-Yerre, Ozouer-le-Voulgis, Soignolles-en-Brie et Solers rejoignent la nouvelle CC de la Brie des Rivières et Châteaux.

## Composition
Elle regroupait 9 communes adhérentes au 1er janvier 2013:
| Nom                   | Code Insee | Gentilé         | Superficie (km2) | Population (dernière pop. légale) | Densité (hab./km2) |
| --------------------- | ---------- | --------------- | ---------------- | --------------------------------- | ------------------ |
| Grisy-Suisnes (siège) | 77217      | Grisyssoliens   | 18,34            | 2 415 (2014)                      | 132                |
| Coubert               | 77127      | Curtibehardiens | 8,36             | 2 059 (2014)                      | 246                |
| Courquetaine          | 77136      | Courquetainois  | 7,82             | 202 (2014)                        | 26                 |
| Évry-Grégy-sur-Yerre  | 77175      | Éveryciens      | 19,12            | 2 671 (2014)                      | 140                |
| Limoges-Fourches      | 77252      | Limofuraciens   | 7,96             | 456 (2014)                        | 57                 |
| Lissy                 | 77253      |                 | 6,85             | 201 (2014)                        | 29                 |
| Ozouer-le-Voulgis     | 77352      | Ozoueriens      | 11,30            | 1 848 (2014)                      | 164                |
| Soignolles-en-Brie    | 77455      | Soignollais     | 10,77            | 2 021 (2014)                      | 188                |
| Solers                | 77457      | Solersois       | 6,28             | 1 270 (2014)                      | 202                |

## Administration
La communauté est administrée par un conseil communautaire constitué de conseillers municipaux des communes membres.
- Mode de représentation: égalitaire
- Nombre total de délégués: 27 (2013)
- Nombre de délégués par commune: 3 délégués par commune
- Soit en moyenne: 1 délégué pour 468 habitants

### Liste des présidents
| Période | Période       | Identité            | Étiquette | Qualité                                  |
| ------- | ------------- | ------------------- | --------- | ---------------------------------------- |
| 2004    | décembre 2016 | Jean-Marc Chanussot |           | Chef d'entreprise maire de Grisy-Suisnes |

### Siège
Place de la Mairie - BP 3, 77166 Grisy-Suisnes.